# Touch But Don't Look
Touch But Don't Look je první sólové studiové album amerického hudebníka, skladatele a producenta Deantoniho Parkse, který spolupracoval s mnoha hudebníky, včetně Omara Rodrígueze-Lópeze a Johna Calea. Vydáno bylo 31. července 2012 společnostmi Rodriguez Lopez Productions a Sargent House. Všechny nástroje (bicí, programované bicí, syntezátory) si na albu nahrál sám Parks. Kromě jedné písně, závěrečné „Dancin' Like a Feather“, byl i autorem všech skladeb on sám. Poslední je jedinou zpívanou písní na desce, text k ní napsala zpěvačka Betty Black, hudebníkova spolupracovnice z kapely KUDU, která v ní rovněž zpívala. V roce 2016 vyšlo album v reedici na gramofonové desce.

## Seznam skladeb
| Pořadí | Název                  | Autor                         | Délka |
| ------ | ---------------------- | ----------------------------- | ----- |
| 1.     | Eleven Eleven          | Deantoni Parks                | 1:49  |
| 2.     | Amsterdam on Foot      | Deantoni Parks                | 4:46  |
| 3.     | Rebel to Rebel         | Deantoni Parks                | 2:41  |
| 4.     | Make My Day            | Deantoni Parks                | 4:07  |
| 5.     | Dickie Newman          | Deantoni Parks                | 6:56  |
| 6.     | Let's Go Hazy          | Deantoni Parks                | 3:35  |
| 7.     | Dead Confederate       | Deantoni Parks                | 4:31  |
| 8.     | Best Day of My Life    | Deantoni Parks                | 4:40  |
| 9.     | Guiding Light          | Deantoni Parks                | 2:35  |
| 10.    | Dancin' Like a Feather | Deantoni Parks, Sylvia Gordon | 4:50  |